# Diplycosia ensifolia
Diplycosia ensifolia är en ljungväxtart som beskrevs av Elmer Drew Merrill. Diplycosia ensifolia ingår i släktet Diplycosia och familjen ljungväxter. Inga underarter finns listade i Catalogue of Life.